# 阻害
| ウィキペディアには「阻害」という見出しの百科事典記事はありません（タイトルに「阻害」を含むページの一覧/「阻害」で始まるページの一覧）。 代わりにウィクショナリーのページ「阻害」が役に立つかもしれません。 |